# Riom-ès-Montagnes
Riom-ès-Montagnes je francouzská obec v departementu Cantal v regionu Auvergne. V roce 2009 zde žilo 2 715 obyvatel. Je centrem kantonu Riom-ès-Montagnes.